# Leptopeza isolita
Leptopeza isolita är en tvåvingeart som beskrevs av Collin 1928. Leptopeza isolita ingår i släktet Leptopeza och familjen puckeldansflugor. Inga underarter finns listade i Catalogue of Life.